# Albánia a középkorban

## Az albán nép megjelenése
Már a 4. században, de különösen a Nyugatrómai Birodalom 476-os összeomlását követően a Balkán-félsziget etnikai térképét radikálisan átrajzoló népmozgások kezdődtek meg, amelyek az illír eredetű őslakosság további sorsát is erőteljesen meghatározták. Először, a 4. század közepén osztrogótok és hunok dúlták végig Illíriát, majd 570 körül avarok, a 6–8. század során szerbekként azonosított szlávok, majd a 9. században bolgárok foglalták el a területet.
A hódítók betörtek a gazdag hellenisztikus kultúrájú városokba. Nyomukban a fejlett társadalmi rendszer és gazdaság eltűnt a színről, csak romos aquaeductusokat, amfiteátrumokat, templomokat és utakat hagytak hátra. A tengerpart menti városokban a pusztítást követően hamar újraindult az élet. A belsőbb területeken csak a védettebb települések menekültek meg a hódító népek pusztításaitól (például Mansio Scampa, Scodra). Az osztrogótok megjelenése után, az 5. században egyes helyeken földvárakat emeltek, s ezek egy része a későbbi századok dúlásait is visszaverte. A szlávok a 6. század vége felé tűntek fel a Balkán délnyugati részén, 586-ban elfoglalták egész Praevalitaniát és a Genusus (Shkumbin) folyótól délre fekvő területeket (ennek bizonysága számos szláv eredetű albániai helynév). A 7–8. század során a szlávok elfoglalták a mai Albánia egészét, csupán a tengerparti sáv – Dürrakhiont is beleértve – maradt a Bizánci Birodalom fennhatósága alatt.
Az illír népelem fokozatosan eltűnt a hódító törzsek tengerében. Ásatások alapján a mai Albánia 8–9. századbeli népességét egyrészt a Shkumbintól északnyugatra elterjedt koman–krujai régészeti kultúrával írják le: a keresztény városlakók romanizált illír hatásokat mutató műveltsége a 9. századra eltűnt. Emellett délen egy korai sírhalomkultúra nyomaira bukkantak, az északkeleti hegyvidéken pedig arra utaló bizonyítékokat találtak, hogy a Drin menti magashegységekből ebben az időben kezdett beszivárogni egy ma még beazonosítatlan, transzhumáló állattartást folytató népelem. Egyes feltevések szerint ők voltak az albánok ősei, akik – köszönhetően annak, hogy a megközelíthetetlen hegyvidékeken telepedtek meg – fennmaradtak, megőrizték társadalmi szerveződésüket és műveltségüket, így a 11. századra egy jól megkülönböztethető, sajátos kultúrával és nyelvvel rendelkező néppé váltak.

## A széttagoltság évszázadai

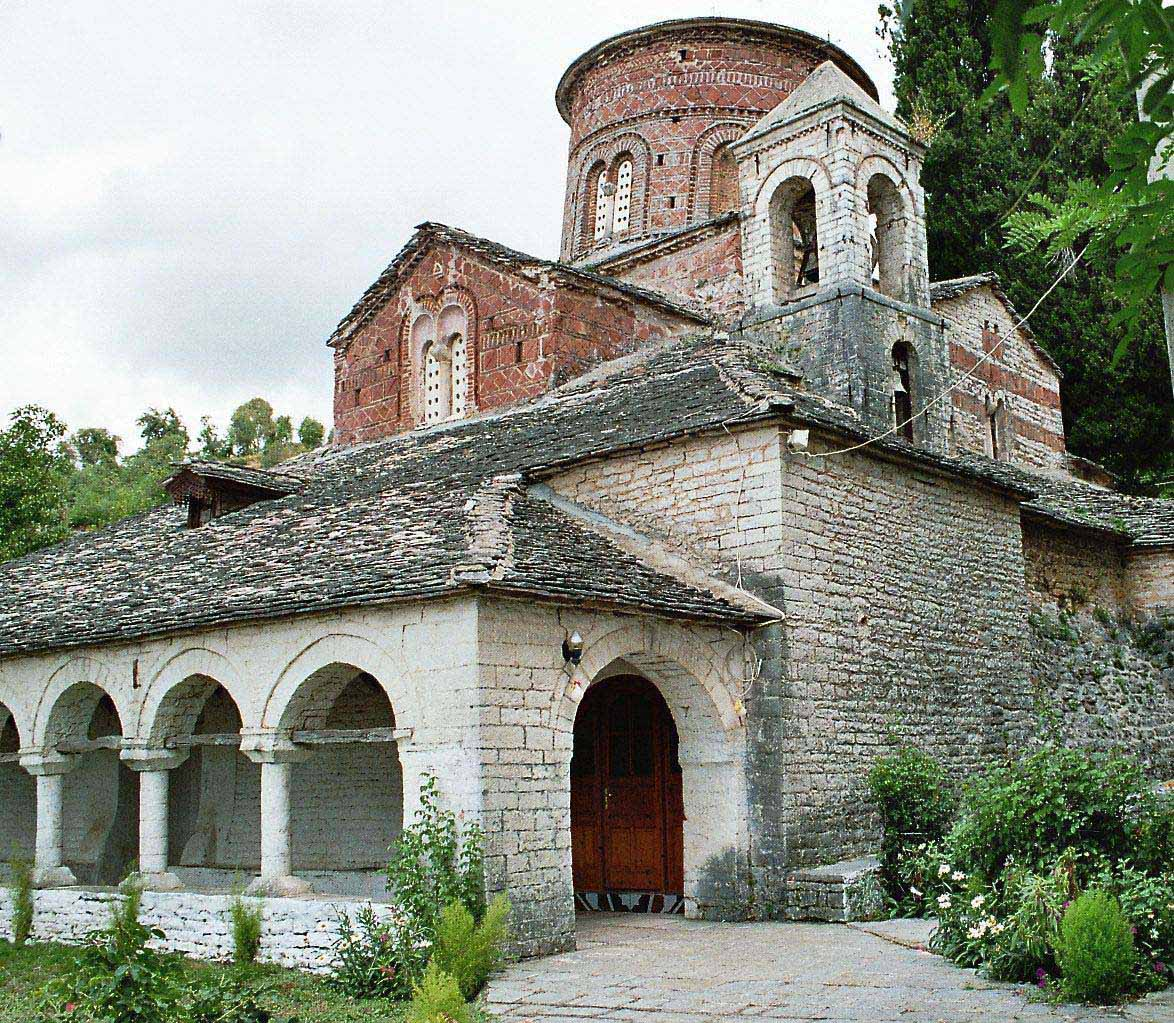
A feltehetően 13. századi labovai Istenszülő elszenderedése templom

732-ben III. Leó bizánci császár egyházi szempontból a bizánci patriarchátus alá rendelte a területet, amelynek következményeként a vidék évszázadokon keresztül a római és a bizánci egyház közötti viszály egyik színtere volt. Az elszigetelt északi hegyvidéken élők jelentős része katolikus maradt, míg a déli és középső országrészeken élő, a görögökkel eleven kapcsolatot tartó népesség bizánci (ortodox) hitre tért.
A 9. században a Bolgár Fejedelemség hódította meg a Balkán jelentős részét, a mai Közép- és Dél-Albániát is beleértve. I. Simeon kiverte a területről a bizánci seregeket és kolóniákat létesített a tengerparti sávban (Dürrakhiont Dracs néven csak egyik utóda, Sámuel vette be). 1014-ben II. Baszileiosz bizánci császár megsemmisítő vereséget mért a bolgárokra, visszafoglalta az adriai kikötőket és Epiruszt. Ám minthogy a terület távol volt a birodalom fővárosától, a központi hatalom nem volt képes akaratát érvényesíteni. A második évezred elején az Európa fő történelmi sodrától elszigetelve élő albán nemzetségfők egymással torzsalkodva igyekeztek nemzetségi területeiket növelni, a folyóvölgyekben és a tengerparti síkságon pedig kérészéletű, kisebb-nagyobb „fejedelemségek” jöttek létre.
Az egymás közti viszállyal elfoglalt albán nemzetségfők képtelenek voltak a hódítók elleni összefogásra, így Albánia történelme a 9. századtól meglehetősen zűrzavaros volt. A kereskedelmi és stratégiai szempontból egyaránt fontos tengerparti városok birtoklásáért egészen a török hódoltságig megszakítás nélkül folytak a harcok, szinte évtizedenként váltották egymást a korabeli albán népterület hódítói.
Albánia és az albánok első említését I. Alexiosz bizánci császár 1081-es feljegyzéseiből ismerjük. Ebben az évben hódították el a szerbek Bizánctól az albánok lakta északi vidékeket és a mai Montenegrót, ahol 1089-ben megalapították az 1208-ig fennálló Dukljai Fejedelemséget, amelynek fővárosává az 1180-as évektől Skadart tették meg. Ugyanebben az évben Dürrakhionba a pápai állam által támogatott, Robert Guiscard vezette normannok vonultak be.
1083-ban Bizánc velencei támogatással visszahódította a várost, cserébe itt és más part menti albániai városokban a Velencei Köztársaság kereskedelmi előjogokat szerzett, s ezek hamarosan erődített és gazdag kikötővárosokká lettek. A normannok még 1107-ben és 1185-ben betörtek Albániába, de a bizánciak mindannyiszor kiverték őket az országból.

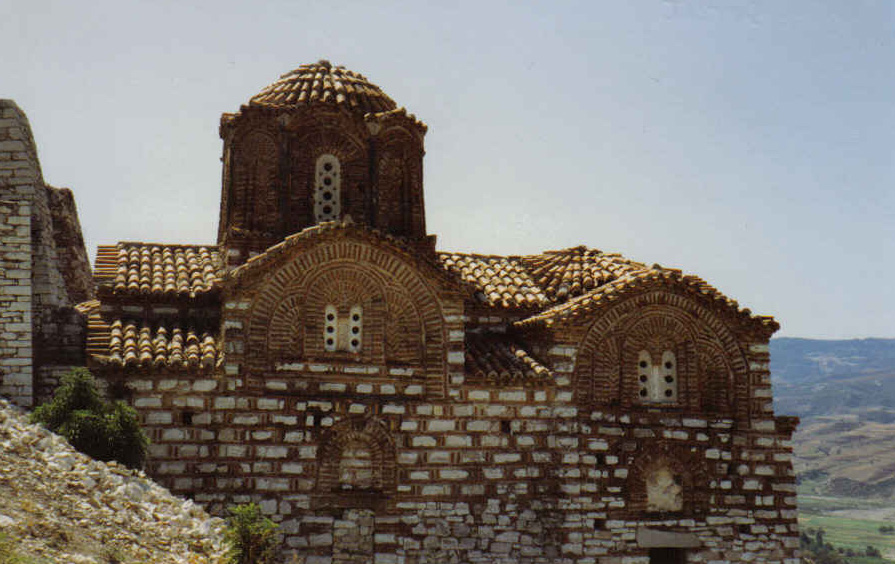
A 13. századi bizánci stílusú Szentháromság-templom Beratban

1204-ben, miután egy keresztes hadjárat megrendítette Bizánc erejét, a Velencei Köztársaság vonta ellenőrzése alá Dürrakhiont, valamint az ország déli részét és Epiruszt. Még ugyanabban az évben a helyi albán nemzetségfőkkel szövetkezett Komnénosz Mihály kiverte e területekről a velenceieket és Janina központtal megalakította a Bizánctól független Epiruszi Despotátust. Utóda, I. Theodórosz 1216-ban az albán nemzetségfőkkel szövetségben 1217-ben visszaverte a Dürrakhiont ostromló kereszteseket és velenceieket, de végül, 1230-ban az újraéledt bolgár birodalom uralkodója, II. Iván Aszen megsemmisítő vereséget mért rá, és elfoglalta országát. Hamarosan, 1246-ban a bizánciak az észak-albániai partokra szorították vissza a bolgárokat, 1256-ban pedig elfoglalták Dürrakhiont is. A következő évben, 1257-ben azonban Manfréd, Szicília régense és királya szállt partra a városban, majd utóda, I. Károly 1268-ban meghódította Berat és Valona környékét is. 1272-ben I. Károly kiterjesztette hatalmát teljes Közép-Albániára, s új országa Albán Fejedelemség néven egészen 1336-ig fennmaradt.
A belső és külső viszályok a 14. századra tovább gyengítették a Bizánci Birodalmat, s ezt kihasználva a század közepén a skadari központú Szerb Fejedelemség uralkodója, Stefan Dušan meghódította a Balkán-félsziget nyugati részét (Durrës kivételével a mai Albániát is), és a „szerbek, görögök, bolgárok és albánok fejedelmévé” kiáltotta ki önmagát. 1355-ben azonban, a Bizánc ellen vezetett ostrom során hirtelen meghalt. Birodalma hamarosan széthullott, s helyi szinten szerb és albán földesurak osztották fel maguk között. E földbirtokos családok közül emelkedett ki hatalmát és erejét tekintve az észak-albániai Balsha és a közép-albániai Topia család. Dél-Albánia nagy részét egy szerb földesúr, Tomo Preljubovics kaparintotta meg 1367-ben, akit „országlásában” 1385-ben egy firenzei nemesember követett.
Az állandó háborús helyzet mélységes szegénységbe taszította az albánokat, akiknek egy része az éhínség elől a 14. században Epirusz hegyei közé, valamint Dél-Itáliába telepedett.

## Török függőség és szabadságharc
A 14. század végétől a hatalmaskodó albán nemzetségfők uralma alatt szétszabdalt Albánia – az albánok összefogásának hiányában – könnyű prédának bizonyult a terjeszkedő Oszmán Birodalom számára. 1385-ben az önmagát Albánia fejedelmének tituláló Karl Topia kérte a szultán, I. Murád támogatását a riválisa, II. Balsha elleni harcban. A Hajreddin pasa vezette török sereg Myzeqe vidékén, Savër mellett megsemmisítő, végzetes vereséget mért II. Balshára. Az albán nemzetségfők nagy része ezt követően hűséget esküdött a Portának.
A Balkán-félsziget nyugati része elleni oszmán hadjárat 1423-ban vette kezdetét II. Murád szultán vezetésével. Gjon Kastrioti, albán nemzetségfő 1430-ban eredménytelenül szállt szembe a török sereggel. Fia, Gjergj Kastrioti túszként a szultán udvarába került, majd Szkander bég néven az oszmán hadsereg híres hadvezére lett. 1443-ban azonban visszatért Albániába, ahol a nemzeti ellenállás megszervezésébe fogott. Az 1444. március 1-jén Lezhában összegyűlt albán nemzetségfőket meggyőzte az összefogás szükségességéről, s a Lezhai Liga élére állva, az oszmán hadsereg elleni honvédő harcot vezetve negyedszázadon keresztül függetlenséget biztosított Albániának. Az albán nemzetségfők vezetőjükként fogadták el, és európai országok (Magyar Királyság, Zetai Fejedelemség, Velencei Köztársaság) is támogatták harcában. Az így összeállt 30 ezres albán hadsereg fényes hadi sikereket aratott a törökök felett. Szkander bég 1468-ban bekövetkezett halálával az összefogás meggyengült, noha korábbi harcostársa, Lekë Dukagjini állt az immár a Nápolyi Királyság és a pápai állam által is támogatott felkelés élére. A kezdeti sikerek után azonban hamar világossá vált, hogy nincs meg benne a képesség az albán hadurak összefogásához. 1480-as halála után a Lezhai Liga végleg széthullott, és 1501-ig Albánia egész területe török uralom alá került.